# Mezigenerační propast

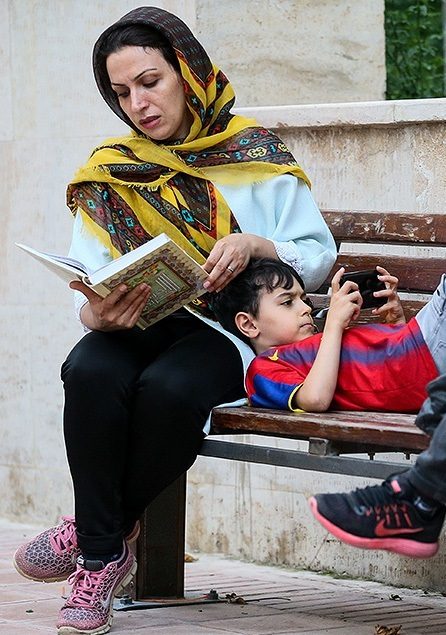

Mezigenerační propast je rozkol v názorech, životních postojích, hodnotách a životním stylu mezi dvěma generacemi, případně mezi rodiči, prarodiči a dětmi. Z psychologického hlediska je obvykle chápána jako jev pramenící z různého stádia ontogenetického vývoje, ve kterém se příslušníci dvou generací zákonitě potkávají. Z hlediska sociologického se berou v potaz různé politické, ekonomické, historické a kulturní okolnosti doby, ve které se názory a postoje jednotlivých generací formovaly, někdy dokonce srovnáváme různé generace ve stejné fázi ontogenetického vývoje jejich příslušníků, tedy např. adolescenty dnes a před 40 lety. Z pohledu demografie se jednotlivé generace označit podle jejich úlohy ve společnosti jako upozaděnou, ustupující, dominující a nastupující generaci a právě z rivality mezi nimi plyne také určitá část pomyslné propasti.

## Rozdílné přístupy

### Psychologický pohled
Jedinec se v průběhu života psychologicky vyvíjí a stejně tak se vyvíjí jeho názory a hodnoty. Lze konstatovat, že u mladých lidí převažují sklony k idealismu a až utopickým názorům, zatímco s přibývajícím věkem se člověk stává realističtějším a praktičtěji orientovaným. Naopak co se týče otevřenosti novým trendům a schopnosti se učit a adaptovat na měnící se prostředí, tu s věkem ztrácíme. Není tedy divu, že častým zdrojem rozdílů mezi generacemi bývá jejich různý přístup k technologiím moderním ve vztahu k době, o které mluvíme.

### Sociologický pohled
Jedinec je ovlivňován svým okolím a názory, se kterými přijde do styku. Společnost, ve které jedinec vyrůstá, je přitom proměnlivá, postupem času se mění politické, ekonomické a kulturní prostředí. Jedinec, který se v takovéto společnosti ocitá, je přímo ovlivněn tím co se v ní právě teď děje. Názory, které si vytvoří, proto nemusí být nutně stejné, jako názory předchozí generace, která byla vystavená jiným podmínkám. Předpokladem pro vytvoření mezigenerační propasti je tedy, z tohoto pohledu, historická odlišnost mezi dobami, kdy odlišné generace vyrůstaly.

### Demografický pohled
Generace, která tvoří nejpodstatnější část ekonomicky aktivní populace, se nachází v dominantním postavení oproti těm, které ji předcházejí a následují. Podle názorů a hodnot této generace se odvíjí chod společnosti a utváří se jakési mainstreamové měřítko, kterým se hodnotí jak historie, tak také veškeré společenské jevy. Předcházející generace byla vytlačena do pozadí, kde plní spíše roli pozorovatele než tvůrce této doby, kterou vnímá a hodnotí prostřednictvím svého vlastního, historického systému názorů a hodnot. Oproti tomu generace následující, tedy generace, která se nyní nachází v pre-produktivním stádiu, je konkurentem dominantní generace, kterou časem nahradí. Než se tomu ale tak stane, formuje si tato část populace vlastní názory a životní styl, který často staví do opozice vůči mainstreamu představovaném jejich rodiči a jejich vrstevníky.

## Příklady rozdílů

### Jazyk
Hlavním praktickým dopadem generační propasti je rozdíl v jazyku a komunikaci. Každá generace s sebou obvykle přináší nový slang, který je té předchozí generaci neznámý. Tento nový jazyk přitom pomáhá nové generaci odlišovat se od té předchozí, zároveň však dopomáhá k vytvoření komunikační bariéry mezi jednotlivými generacemi. Nově vzniklý jazyk se obvykle promítá i do kultury dané generace. Doba jeho trvání je však omezená a jeho konec definitivně stanovuje příchod nové generace.

### Technologie
Dalším příkladem rozdílnosti generací jsou technologie, které jsou danou generací využívány. Obecně v moderní společnosti platí, že každá generace spolu nese určitý technologický pokrok a tudíž i technologii, která jí je vlastní. Rozdíly mezi generacemi pak znamenají obtížné používání stejné technologie mezi více generacemi.